# ジョン・クレア
ジョンクレアはアメリカのサッカーコーチである。彼はアメリカンプロサッカーリーグとナショナルプロサッカーリーグでプロとしてプレーした。

## 生い立ち
マット・クレアの父であるクレアは、ボカラトン大学に通い、1986年から1988年まで男子サッカーチームでプレーしていた。  1989年、クレアはアメリカンサッカーリーグのフォートローダーデール・ストライカーズでプロに転向した。  ASLシーズンの終わりに、クレアはドイツに移り、トレーニングを行ったが、ヴェルダーブレーメンのリザーブチームとのリーグ戦は行わなかった。彼は1990年にアメリカンサッカーリーグとウエスタンサッカーリーグの合併によって結成されたアメリカンプロサッカーリーグでチームがプレーしたときにストライカーズに戻ってきた。クレアは1993年シーズンまでストライカーズに留まった。 1990年には、ナショナルプロサッカーリーグのカントンインベーダーズとも契約した。彼はカントンで2シーズン過ごしました。クレアはまた、 USISLのシャーロットイーグルスで2回プレーした。1回目は1997年、2回目は1999年である。
クレアはフロリダ州ブランドンのタンパベイのプレーヤーズクラブでコーチを務めている。